# Anthurium camposii
Anthurium camposii är en kallaväxtart som beskrevs av Luis Aloysius, Luigi Sodiro. Anthurium camposii ingår i släktet Anthurium och familjen kallaväxter. Inga underarter finns listade.